# Tennis Masters Cup 2000 - Singolare
Il singolare del Tennis Masters Cup 2000 è stato un torneo di tennis facente parte dell'ATP Tour 2000.
Pete Sampras era il detentore del titolo, ma ha perso in semifinale contro Gustavo Kuerten.
Gustavo Kuerten ha battuto in finale 6–4, 6–4, 6–4, Andre Agassi.

## Teste di serie
1. Marat Safin (semifinali)
2. Gustavo Kuerten (campione)
3. Pete Sampras (semifinali)
4. Magnus Norman (round robin)

1. Evgenij Kafel'nikov (round robin)
2. Lleyton Hewitt (round robin)
3. Àlex Corretja (round robin)
4. Andre Agassi (finale)

## Tabellone

### Legenda
| - Q = Qualificato - WC = Wild card - LL = Lucky loser | - ALT = Alternate - SE = Special Exempt - PR = Protected Ranking | - w/o = Walkover - r = Ritirato - d = Squalificato |

### Finale
|  | Semifinale | Semifinale      | Semifinale      | Semifinale      | Semifinale   | Semifinale | Semifinale |  |  | Finale | Finale          | Finale          | Finale          | Finale | Finale | Finale |  |
|  |            |                 |                 |                 |              |            |            |  |  |        |                 |                 |                 |        |        |        |  |
|  | 3          | Pete Sampras    | Pete Sampras    | Pete Sampras    | 7            | 3          | 4          |  |  |        |                 |                 |                 |        |        |        |  |
|  | 2          | Gustavo Kuerten | Gustavo Kuerten | Gustavo Kuerten | 65           | 6          | 6          |  |  | 2      | Gustavo Kuerten | Gustavo Kuerten | Gustavo Kuerten | 6      | 6      | 6      |  |
|  | 8          | Andre Agassi    | Andre Agassi    | Andre Agassi    | Andre Agassi | 6          | 6          |  |  | 8      | Andre Agassi    | Andre Agassi    | Andre Agassi    | 4      | 4      | 4      |  |
|  | 1          | Marat Safin     | Marat Safin     | Marat Safin     | Marat Safin  | 3          | 3          |  |  |        |                 |                 |                 |        |        |        |  |

### Gruppo rosso
|   |                | Safin            | Sampras     | Hewitt           | Corretja         | RR V–P | Set V–P | Game V–P | Posizione |
| 1 | Marat Safin    |                  | 3–6, 2–6    | 6–4, 6–4         | 6(6)–7, 7–5, 6–3 | 2–1    | 4–3     | 36–35    | 2         |
| 3 | Pete Sampras   | 6–3, 6–2         |             | 5–7, 0–6         | 7–6(2), 7–5      | 2–1    | 4–2     | 31–29    | 1         |
| 6 | Lleyton Hewitt | 4–6, 4–6         | 7–5, 6–0    |                  | 6–3, 6(3)–7, 3–6 | 1–2    | 3–4     | 36–33    | 4         |
| 7 | Àlex Corretja  | 7–6(6), 5–7, 3–6 | 6(2)–7, 5–7 | 3–6, 7–6(3), 6–3 |                  | 1–2    | 3–5     | 42–48    | 3         |

La classifica viene stilata in base ai seguenti criteri: 1) Numero di vittorie; 2) Numero di partite giocate; 3) Scontri diretti (in caso di due giocatori pari merito ); 4) Percentuale di set vinti o di games vinti (in caso di tre giocatori pari merito ); 5) Decisione della commissione.

### Gruppo Verde
|   |                     | Kuerten       | Norman        | Kafel'nikov   | Agassi        | RR V–P | Set V–P | Game V–P | Posizione |
| 2 | Gustavo Kuerten     |               | 7–5, 6–3      | 6–3, 6–4      | 6–4, 4–6, 3–6 | 2–1    | 5–2     | 38–31    | 2         |
| 4 | Magnus Norman       | 5–7, 3–6      |               | 6–4, 5–7, 1–6 | 3–6, 2–6      | 0–3    | 1–6     | 25–42    | 4         |
| 5 | Evgenij Kafel'nikov | 3–6, 4–6      | 4–6, 7–5, 6–1 |               | 1–6, 4–6      | 1–2    | 2–5     | 29–36    | 3         |
| 8 | Andre Agassi        | 4–6, 6–4, 6–3 | 6–3, 6–2      | 6–1, 6–4      |               | 3–0    | 6–1     | 40–23    | 1         |

La classifica viene stilata in base ai seguenti criteri: 1) Numero di vittorie; 2) Numero di partite giocate; 3) Scontri diretti (in caso di due giocatori pari merito ); 4) Percentuale di set vinti o di games vinti (in caso di tre giocatori pari merito ); 5) Decisione della commissione.